# Los López (Piura)
Los López es una localidad peruana designada por el INEI en el Censo de 2017, ubicada en el distrito de Sapillica, perteneciente a la provincia de Ayabaca del departamento de Piura, al norte del Perú.

## Ubicación
Los López se ubica al suroeste de la provincia de Ayabaca, en el distrito de Sapillica, en el departamento de Piura.

## Demografía
En 2017 Los López tenía una población de 41 habitantes.